# Kayla Alexander
Kayla Janine Alexander (ur. 5 stycznia 1991 w Milton) – kanadyjska koszykarka występująca na pozycji środkowej, obecnie zawodniczka Castors Braine.
22 maja 2019 opuściła Indianę Fever. 22 sierpnia dołączyła do Chicago Sky.
3 lutego 2020 została zawodniczką Arki Gdynia. 27 lutego zawarła kontrakt z Minnesotą Lynx.
Jej brat Kyle reprezentował w przeszłości Miami Heat. 

## Osiągnięcia
Stan na 23 marca 2021, na podstawie, o ile nie zaznaczono inaczej.

### NCAA
- Uczestniczka turnieju NCAA (2013)
- Zaliczona do:
  - I składu:
    - Big East (2011, 2013)
    - turnieju:
      - Big East (2013)
      - WNIT (2012)

    - Big East All-Academic (2010, 2011)
    - najlepszych pierwszorocznych zawodniczek Big East (2010)

  - II składu Big East (2012)
  - składu honorable mention All-America (2013 przez Associated Press)

### Drużynowe
- Mistrzyni Polski (2020)
- Wicemistrzyni Australii (WNBL – 2019)
- Zdobywczyni Pucharu Francji (2017)

### Indywidualne
(* – nagrody przyznane przez portal eurobasket.com)
- Zaliczona do*:
  - I składu zawodniczek zagranicznych ligi rosyjskiej (2014)
  - II składu ligi rosyjskiej (2014)
  - składu honorable mention ligi francuskiej (2017)
- Liderka ligi rosyjskiej w zbiórkach (2014, 2016)

### Reprezentacja
- Wicemistrzyni Ameryki:
  - 2019[8]
  - U–18 (2008)
- Uczestniczka:
  - igrzysk olimpijskich (2024 – 11. miejsce)[9]
  - mistrzostw świata U–19 (2009 – 4. miejsce)
- Zaliczona do I składu mistrzostw:
  - Ameryki (2019)
  - świata U–19 (2009)*